# این زندگی شماست (مجموعه تلویزیونی آمریکایی)
این زندگی شماست (انگلیسی: This Is Your Life) یک برنامهٔ مستند واقع‌نما است که ابتدا در سال‌های ۱۹۴۸ تا ۱۹۵۲ از رادیو، و سپس از سال ۱۹۵۲ تا ۱۹۶۱
از شبکهٔ تلویزیونی ان‌بی‌سی پخش شد. سازنده و مجری این برنامه رالف ادواردز بود. در این برنامه، مجری به همراه یک دوربین سیار، مهمان یا مهمانان برنامه را غافلگیر می‌کرد و آنها را به استودیو ضبط برنامه می‌برد و در آن طی مرور زندگی شخصی و حرفه‌ای آنها در حضور تماشاگران، برخی از اعضای خانواده، دوستان قدیمی و همکاران را بدون آنکه مهمانان برنامه از قبل بداند، به استودیو می‌آورد (یا صدایشان را پخش می‌کرد) و مجدداً آنها را غافلگیر می‌کرد. در پایان از مهمانان برنامه تجلیل می‌شد.
افراد سرشناس و هنرمندان نامدار و بزرگی به این برنامه دعوت شده و ضمن مرور زندگی‌شان از آنان قدردانی شد.